# 수도기계화보병사단

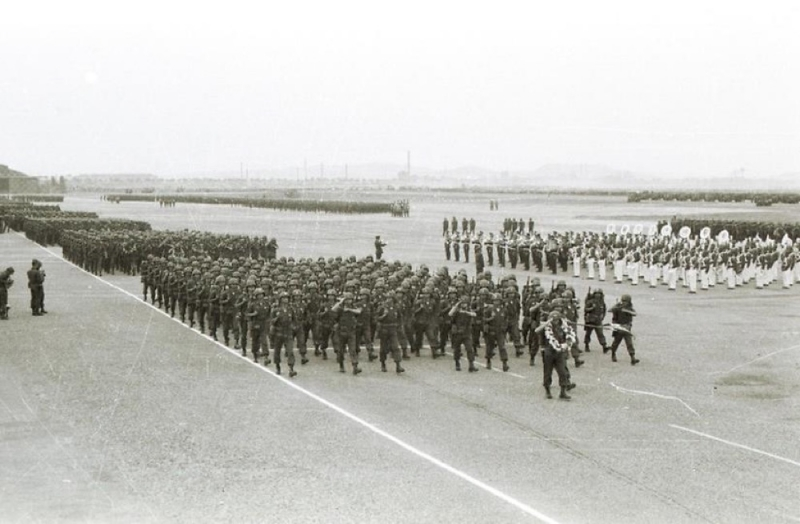
여의도 비행장에서 열린 맹호부대 파월 환송식 (1965년 10월)

수도기계화보병사단(首都機械化步兵師團, Capital Mechanized Infantry Division, 상징명칭: 맹호부대)는 대한민국 육군의 제7기동군단 예하 기계화보병 사단이다. '수기사'라는 약칭으로도 불린다.
한국 전쟁과 베트남 전쟁에 참전하였다. 대한민국 육군에서 가장 먼저 기계화 편제를 갖춘 사단이다. 녹색 바탕에 호랑이 마크가 새겨진 부대 마크를 사용하고 있으며 경례 구호는 "맹호"를 사용하고 있다.

## 역사
- 1949년 6월 20일: 서울특별시 용산에서 수도경비사령부로 창설
- 1950년 7월 8일: 수도사단으로 개명, 현 수도방위사령부 기능 흡수
- 1961년 6월 1일: 국가 재건 최고 회의령 제37호에 의거, 수도방위사령부가 재창설되면서 수도방위 기능 분리
- 1965년 10월 23일 ~ 1973년 3월 8일: 베트남 전쟁 참전
- 1973년 3월 지원받은 M113 APC를 기반, 대한민국 최초로 기계화보병부대로 개편 (제32사단 전력 인수)[2]
- 1983년: 제5군단에서 제7기동군단으로 배속 변경
- 1987년: K1 전차 전군 최초 배치
- 2006년: K1A1 전차 전력화
- 2012년: K-21 보병전투장갑차 전력화
- 2014년: K1A2 전차 전력화

## 장비
- 전차
  - K1A2 전차
  - K2 흑표
- 장갑차
  - K200 장갑차
  - K-21 보병전투장갑차
- 야전포
  - K9A1, K9, K55A1 자주포

## 편제

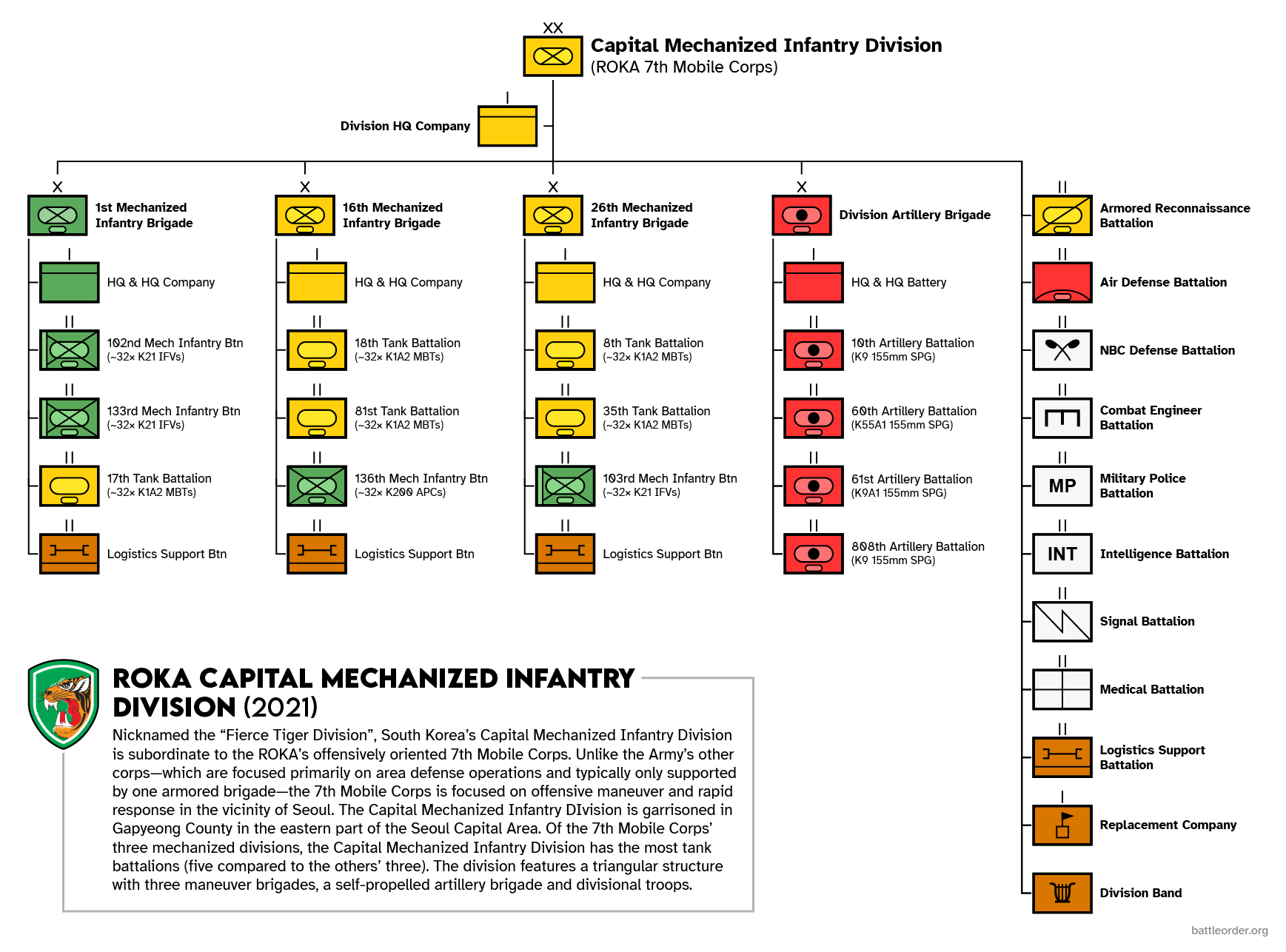
사단 전투서열 구조도 (2021년)

### 현재
제133대대 2중대는 강재구 소령이 순직하기 전에 지휘하였고, 그의 이름을 따서 재구 중대로 별명을 지었다. 제102대대는 대한민국 국군이 가장 먼저 창설한 부대로서, 국군의 모체 부대로 알려져 있다.
| - 제1기계화보병여단 (비호, 호(虎)연대) - 제17전차대대 "돌파" - 제102기계화보병대대 "돌진" - 제133기계화보병대대 "재구" - 군수지원대대 - 제16기계화보병여단 "번개" - 제136기계화보병대대 "영웅(英雄)" - 제18전차대대 "왕호(王虎)" - 제81전차대대 "전승(戰勝)" - 군수지원대대 - 제26기계화보병여단 "혜산진" - 제8전차대대 "기드온" - 제35전차대대 "승호(勝虎)" - 제103기계화보병대대 "노도(怒濤)" - 군수지원대대 "명장" - 사단 포병여단 "상승" - 제10포병대대 "백호" - 제60포병대대 "충무" - 제61포병대대 "북진" - 제808포병대대 "기적" | 직할대 - 본부근무대 - 공병대대 - 군수지원대대 - 의무근무대 - 정보통신대대 - 기갑수색대대 - 군사경찰대대 - 화생방대대 - 방공대대 |

### 이전
- 제1기갑기계화보병여단 "번개"[fn 3]; 2019년 12월 1일부 제8기동사단으로 예속전환.
  - 제18전차대대 "왕호(王虎)"
  - 제101기계화보병대대 "진호(眞虎)"[fn 4]
  - 제122기계화보병대대 "두코"[fn 5]
  - 군수지원대대
- 신병교육대; 2016년 10월 21일, 맹호 762기를 마지막으로 해체됨.
- 제18전차대대 "왕호(王虎)" 수기사 제16기계화보병여단 "번개"로 전속함.

#### 베트남 전쟁
- 사단 본부
  - 본부중대
  - 공병대대
  - 기갑중대
  - 수색중대
  - 통신중대
  - 군사경찰중대
  - 의무중대
  - 장비중대
  - 보급중대
  - 신병중대
  - 항공반
- 기갑연대
- 제1연대
- 제26연대
- 포병연대 (제10, 60, 61, 628포병대대)

## 기록

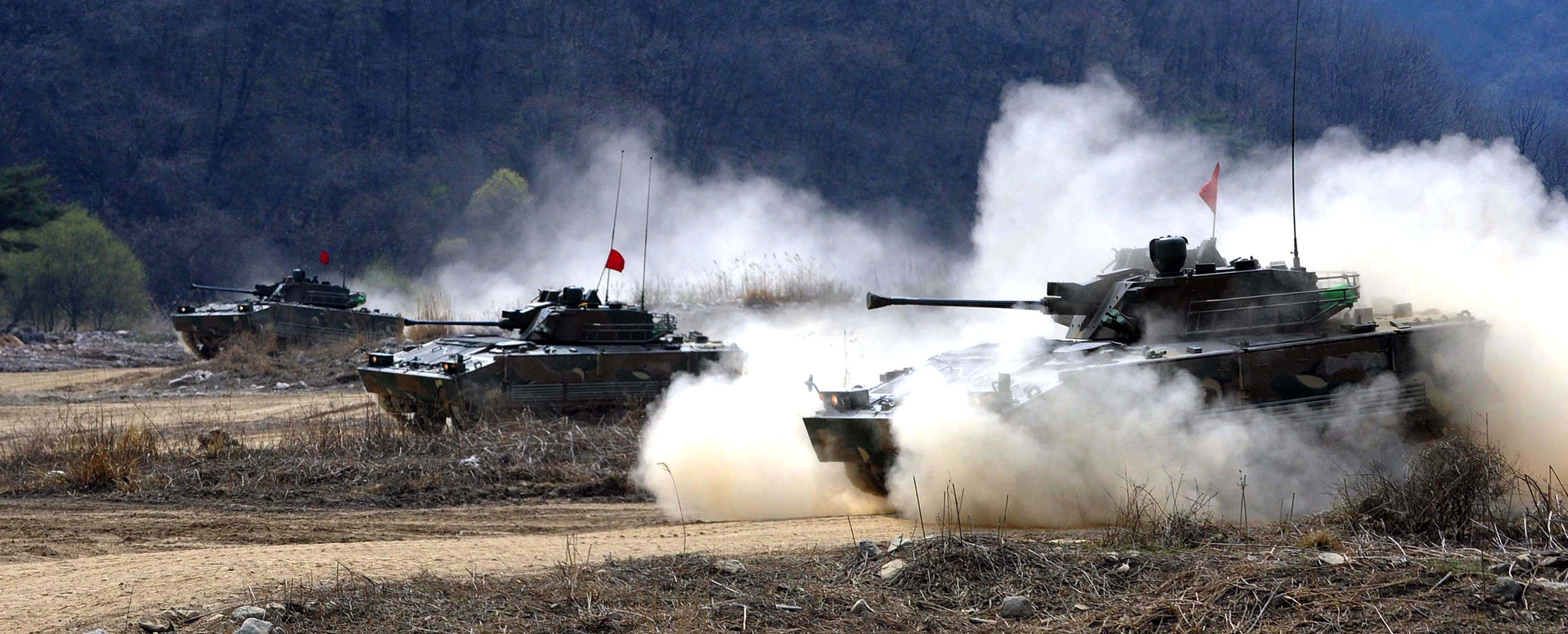
기동훈련 중인 수도기계화보병사단의 K-21 보병전투차

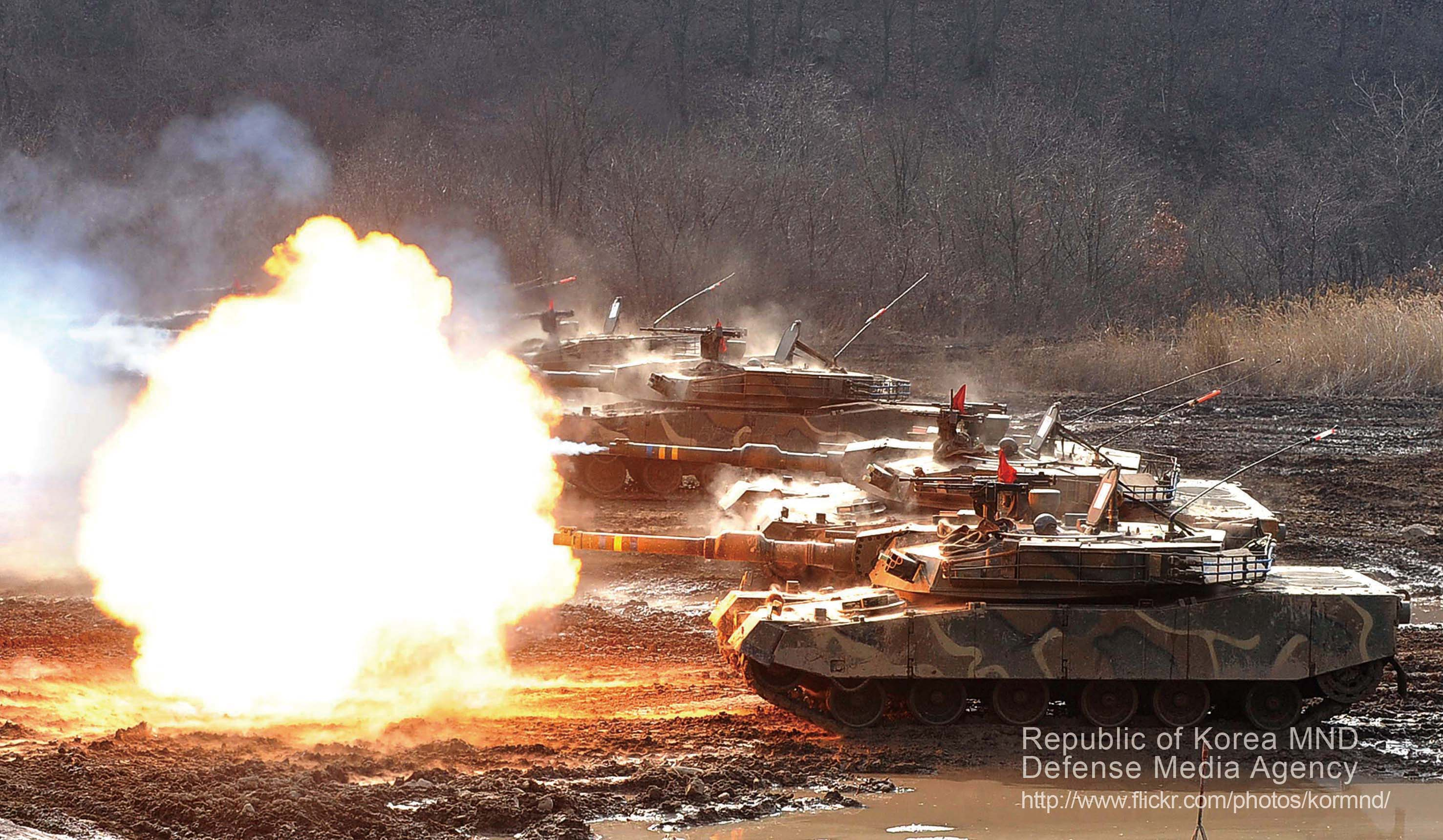
전투사격 중인 수도기계화보병사단의 K1A1 전차

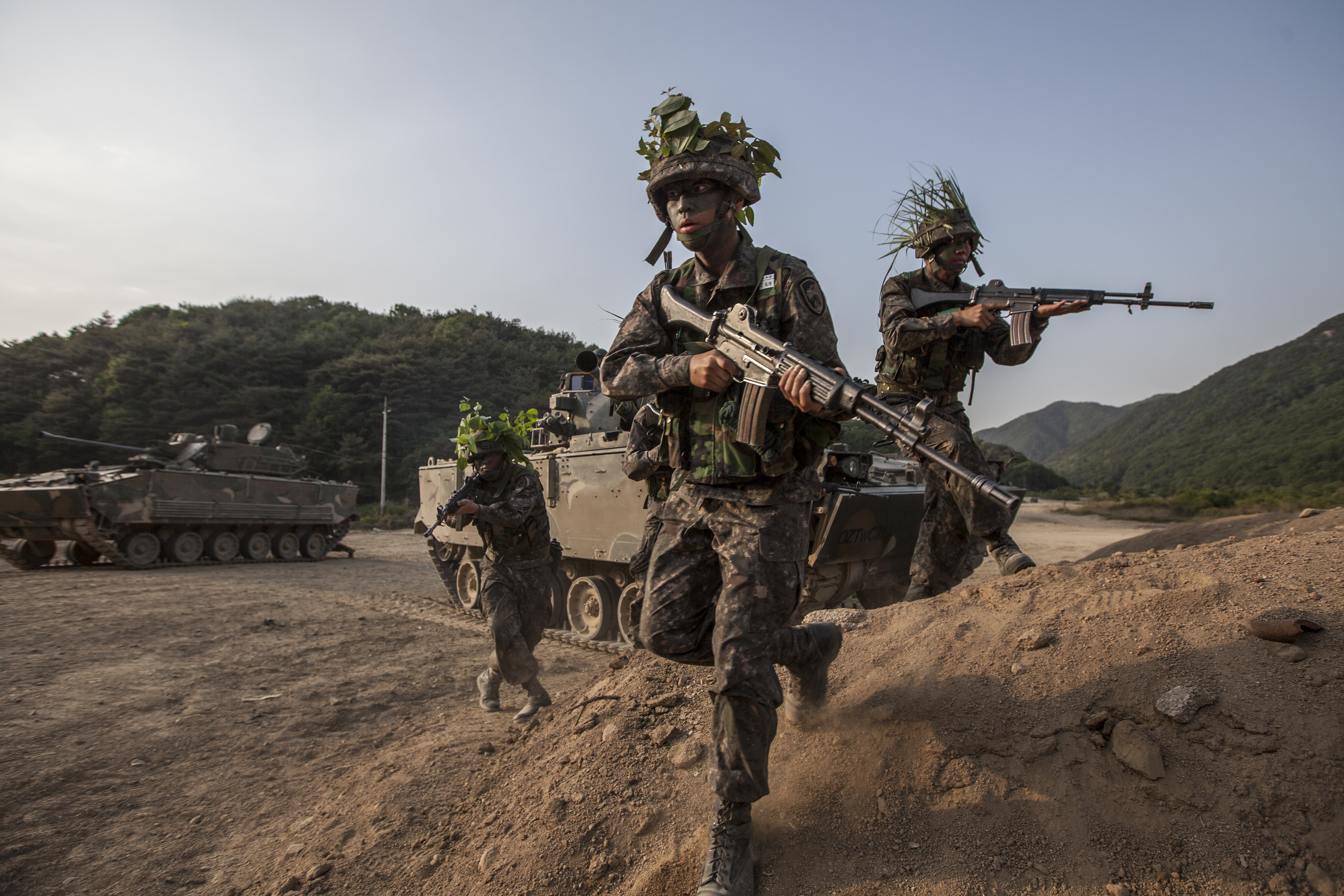
K-21 보병전투차와 함께 훈련 중인 수도기계화보병사단 장병들

### 계보
- 1949년 6월 20일, 수도경비사령부
- 1950년 7월 8일, 수도사단
- 1973년 3월 21일, 수도기계화보병사단

### 소속
- 제1군단, 1950년 7월
- 백야전사령부, 1951년 11월
- 제9군단, 1952년 3월
- 주월한국군사령부, 1965년 9월 25일
- 주월한국군사령부 야전사령부, 1966년 8월 15일
- 제5군단, 1973년
- 제7기동군단, 1983년

### 전쟁/전투
- 한국 전쟁
  - 안동 전투 - 제1연대만 참전함.
  - 부산 교두보 전투
  - 경주 전투
  - 향로봉 전투
  - 금성 전투
- 베트남 전쟁
  - 비호 6호 작전
  - 두코 전투
  - 맹호 5호 작전
  - 맹호 6호 작전
  - 맹호 7호 작전
  - 맹호 8호 작전
  - 오작교 작전
  - 홍길동 작전
  - 맹호 9호 작전
  - 맹호 10호 작전
  - 맹호 11호 작전
  - 맹호 12호 작전
  - 호랑이 작전
  - 돌풍 작전
  - 독수리 71-1호 작전
  - 맹호 16호 작전
  - 맹호 17호 작전
  - 혜산진 10호 작전
  - 번개 23호 작전
  - 비호 26호 작전
  - 혜산진 11호 작전
  - 안케패스 작전
  - 혜산진 12호 작전

## 주요 인물

### 장교
- 강재구 대위 - 제1연대 제3대대 제10중대장.(1여단 133대대 2중대) 파월 훈련중 부하의 실수로 순직하여,                                  사후 소령()으로 1계급 추서
- 채명신 중장 - 사단장. 초대 주월한국군 총사령관.
- 조남풍 대장 - 사단장(1986~88년). 재임시 K1전차(88전차) 최초 도입. 제1야전군사령관(1992~93년). 국군보안사령관. 육군교육사령관. 월남전 파병(1967년~68년). 대한민국재향군인중앙회 회장(2015~2016년). 동국대학교 겸임교수(정치학 박사)
- 이현부 중장 - 사단장. 제7기동군단장.
- 노태우 - 제1연대 3대대장으로 파월(재구대대). 제9사단장. 국회의원. 대통령
- 김찬복 준장 - 주월한국군 맹호부대 포병사령관, 방공포여단장, 보병학교교장, 제36사단장, 국군연구발전사령부
- 김관진 대장 - 제203차량화보병대대 제3중대장, 제26기계화보병여단장, 제3야전군사령관, 국방부장관
- 엄기학 대장 - 사단장. 제1군단장. 제3군사령관

- 이석구 중장 - 사단장. 기무사령관. UAE대사
- 김선호 중장 - 사단장. 수방사령관. 국방부 차관
- 권혁동 소장 - 포병여단 제61대대장. 제11기동사단장
- 이승오-소장 - 제1기계화보병여단 제133기계화보병대대장. 제22보병사단장. 합동참모본부 작전본부 작전부장 (2022.12. ~ 현직)

### 부사관
- 염순덕 상사 - 행정보급관. 의문사한 것으로 알려졌다.

### 내용주
1. ↑  국군의 모체부대. 예하에 故 강재구 소령을 기리기 위한 재구대대가 있음.
2. ↑  한국 전쟁 당시 한반도 최북단지역인 혜산진까지 진격한 부대여서 혜산진 부대라는 별칭을 얻음. 원래는 제3보병사단 소속이었으며 제3보병사단이 38선을 최초로 돌파하고나서 원산 공동 입성후 당시 이곳 소속이었던 18보병연대와 함께 예속이 변경되어서 지금까지 오게 되었다.
3. ↑  대한민국 육군 최초의 기갑연대로 창설.
4. ↑  육군 최초의 기계화부대
5. ↑  베트남 전쟁의 두코 전투 참전

### 참조주
1. ↑  이영균 (2021년 12월 14일). “포항 출신 최장식 준장·김구회 대령, 각각 소장·준장으로 진급 영예”. 《세계일보》. 2022년 2월 5일에 확인함.
2. ↑  “<기사> 이름만 바꿔 재배치한 美 제1기병사단과 韓 수도사단”. 《이코노미 조선》. 2020년 12월 14일.

## 같이 보기
- 대한민국 육군